# Sarnakunk
Sarnakunk (in armeno Սառնակունք) è un comune di 519 abitanti (2010) della Provincia di Syunik in Armenia.